# 伊藤徹 (実業家)
伊藤 徹（いとう とおる、1928年〈昭和3年〉10月6日 - 2003年〈平成15年〉7月10日）は、日本の実業家。北海道新聞代表取締役常務などを歴任した。

## 経歴
- 岩手県に生まれたが、間もなく北海道阿寒町に移住
- 戦時中は赤紙によって徴兵。復員後、旧制学校に復学し卒業
- 1952年（昭和27年）札幌文科専門学院（現札幌学院大学）文科卒業後、北海道新聞に入社
- その後、勤労学生として札幌短期大学商業科2部卒業
- 北海道新聞社企画開発部次長、同広報局外勤第2部長などを歴任
- 1983年（昭和58年）同広報局次長
- 1987年（昭和62年）同広報局長
- 1989年（平成元年）北海道新聞取締役
- 1993年（平成5年）北海道新聞代表取締役常務
- 1997年（平成9年）北海道新聞顧問
- 2003年（平成15年）、心不全のため死去[1]